# Татарская слобода (исторический район, Санкт-Петербург)
Тата́рская слобода — поселение татар в Санкт-Петербурге, сложившееся в 1-й четверти XVIII века. Основана работными людьми из Казани, Нижнего Новгорода и др. городов Среднего Поволжья, направленными на строительство Петербурга.
Татары первоначально расселялись вблизи Петропавловской крепости на Большой и Малой Никольских улицах, которые в XVIII веке назывались также Татарскими (ныне это Зверинская улица и улица Блохина, соответственно).
В дальнейшем татарское население города образовало несколько крупных общин: казанскую — в Московской части, касимовскую — в Адмиралтейской части, нижегородскую — у Пяти углов (с конца XVIII века в черте города).
Памятью о татарской слободе на Петроградской стороне является Татарский переулок.